# Gregg Henriques
Gregg Henriques est un psychologue et professeur de l'université James Madison de Harrisonburg (Virginie), aux États-Unis. Il est surtout connu pour avoir développé le concept de Tree of Knowledge System (en), une approche théorique visant à unifier la psychologie.
Ses recherches portent sur des domaines tels la motivation sociale, la psychothérapie intégrative, la dépression et le suicide, la nature des troubles mentaux et la relation entre la psychiatrie et la psychologie professionnelle.

## Biographie
Henriques obtient une maîtrise de psychologie de l'université de Caroline du Nord à Charlotte et un Ph.D. à l'université du Vermont.
Il travaille deux ans à l'université de Pennsylvanie.

## Œuvres
- Henriques, G.R. (2005). A new vision for the field: Introduction to the second special issue on the unified theory. Journal of Clinical Psychology, 61, 3–6. lire en ligne
- Henriques, G.R. (2005). Toward a useful mass movement. Journal of Clinical Psychology, 61, 121–139. lire en ligne
- Henriques, G. (2004) "Psychology Defined". Journal of Clinical Psychology (en), 60/12, p. 1207–21. lire en ligne
- Henriques, G.R. (2004). The development of the unified theory and the future of psychotherapy. Psychotherapy Bulletin, 39, 16–21. lire en ligne
- Henriques, G.R., & Cobb, H.C. (2004). Introduction to the special issues on the unified theory. Journal of Clinical Psychology, 60, 1203-1205. lire en ligne
- Henriques, G.R., & Sternberg, R. J. (2004). Unified professional psychology: Implications for combined-integrated doctoral training programs. Journal of Clinical Psychology, 60, 1051–1063. lire en ligne
- Henriques, G., Brown G.K., Berk M.S., & Beck A.T. (2004). Marked increases in psychopathology found in a 30-year cohort comparison of suicide attempters. Psychological Medicine, 34, 833–841. lire en ligne
- Henriques, G. (2003) "The Tree of Knowledge System and the Theoretical Unification of Psychology".  Review of General Psychology, Vol. 7, No. 2, 150-182. Fulltext.
- Henriques, G.R. (2003). But where does biology meet psychology? Theory and Psychology, 13, 715–716.
- Henriques, G.R. (2002). The harmful dysfunction analysis and the differentiation between mental disorder and disease. Scientific Review of Mental Health Practice, 1 (2), 157–173. lire en ligne
- Henriques, G.R. (2000). Depression: Disease or behavioral shutdown mechanism? Journal of Science and Health Policy, 1, 152–165. lire en ligne